# 大山上
大山上（だいせんじょう）は、649年から685年まで日本で用いられた冠位である。664年までは19階中11位で上は小花下、下は大山下。664年以降は26階中13位で上が小錦下、下が大山中になった。

## 概要
大化5年（649年）2月の冠位19階の制で導入された。前の13階制の大青が大山上と大山下に分割されたうちの一つである。
天智天皇3年（664年）2月9日の冠位26階の制で、大山は大山上・大山中・大山下の3階になった。
天武天皇14年（685年）1月21日に冠位の命名方法が一新したときに廃止された。

## 叙位された人物
『日本書紀』に見える大山上の人物には、まず、大化5年（649年）に小花下の三輪色夫とともに遣新羅使になった掃部角麻呂がいる。
次いで、斉明天皇7年（661年）8月に、後将軍大花下阿倍引田比羅夫のもとで百済救援軍を率いた物部熊と守大石がいる。
天武天皇10年（681年）には、大山上の草香部吉士大形が小錦下位を授けられ、難波連の姓（カバネ）を与えられた。同じ年に天皇は川島皇子ら12人に帝紀と上古の諸事を記し定めるよう命じたが、その中に大山上の中臣大島がいた。翌年には、舎人糠虫が大山上から小錦下に昇った。
『続日本紀』には、孝徳天皇の時代に大山上の安倍小殿小鎌が朱砂（辰砂）を採るために伊予国に派遣されたと記されている
- 掃部角麻呂 - 大化5年（649年）5月1日見。遣新羅使。
- 安倍小殿小鎌 - 孝徳天皇の時代。
- 物部熊 - 斉明天皇7年（661年）8月見。
- 守大石 - 斉明天皇7年（661年）8月見。
- 難波大形 - 天武天皇10年（681年）1月7日まで。小錦下に昇叙。
- 中臣大島 - 天武天皇10年（681年）3月17日見。
- 舎人糠虫 - 天武天皇11年（682年）1月9日まで。小錦下に昇叙。